# Atletisme als Jocs Olímpics d'Estiu de 1920 - cros individual masculí

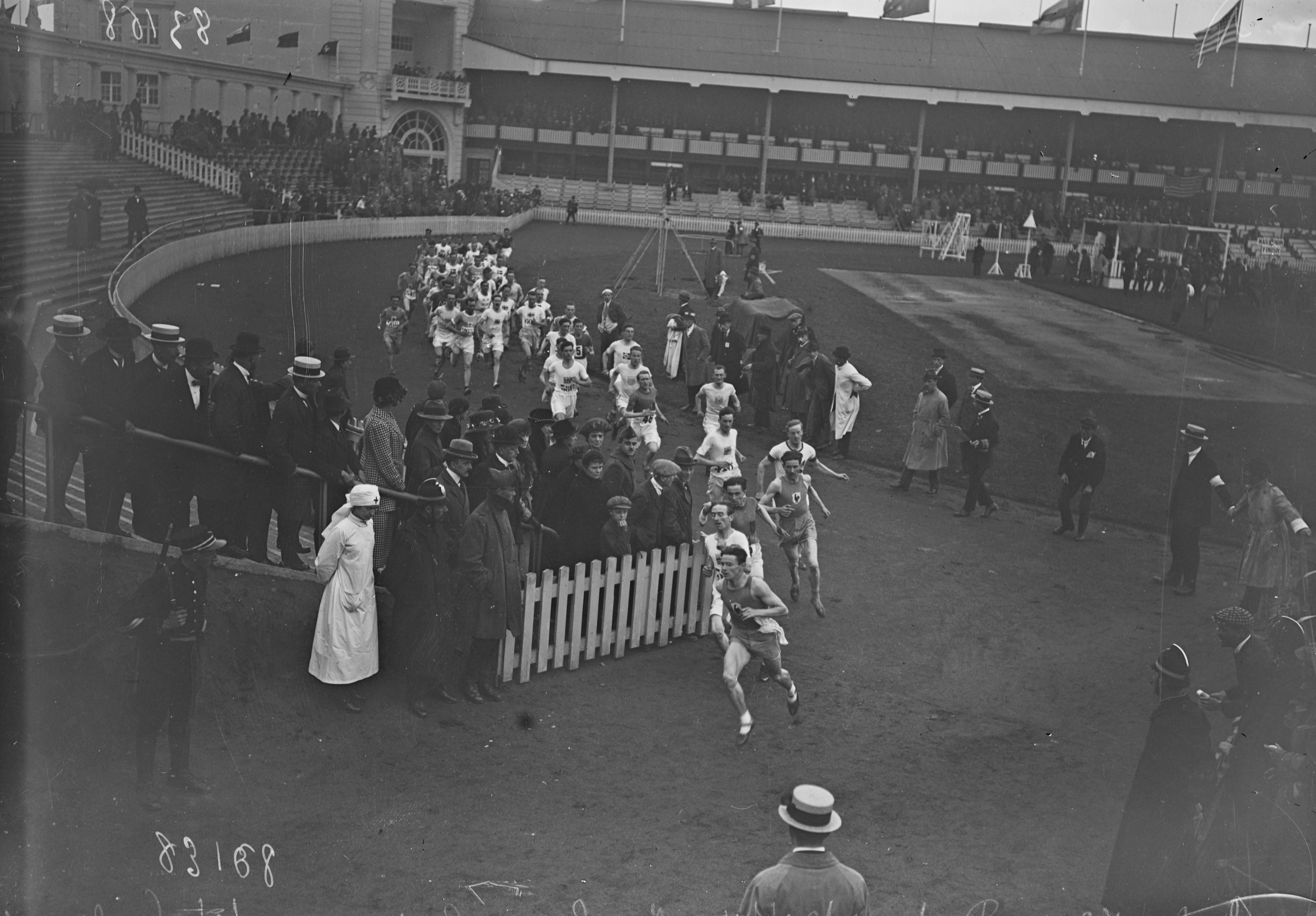
Prova de cros individual als Jocs Olímpics d'estiu de 1920.

El cros individual masculí va ser una de les proves del programa d'atletisme disputades durant els Jocs Olímpics d'Anvers de 1920. La prova es va disputar el 23 d'agost de 1920 i hi van prendre part 47 atletes de 12 nacions diferents.

## Medallistes
| Or                | Plata              | Bronze                   |
| Paavo Nurmi (FIN) | Eric Backman (SWE) | Heikki Liimatainen (FIN) |

## Resultats
| Pos. | Atleta                 | Nació        | Temps oficial | Temps oficiós |
| ---- | ---------------------- | ------------ | ------------- | ------------- |
| 1    | Paavo Nurmi            | Finlàndia    | 27'15"0       |               |
| 2    | Eric Backman           | Suècia       |               | 27'17"6       |
| 3    | Heikki Liimatainen     | Finlàndia    |               | 27'37"0       |
| 4    | James Wilson           | Regne Unit   |               | 27'45"2       |
| 5    | Frank Hegarty          | Regne Unit   |               | 27'57"0       |
| 6    | Teodor Koskenniemi     | Finlàndia    |               | 27'57"2       |
| 7    | Julien Van Campenhout  | Bèlgica      |               | 28'00"0       |
| 8    | Gaston Heuet           | França       |               | 28'10"0       |
| 9    | Patrick Flynn          | Estats Units |               | 28'12"0       |
| 10   | Gustaf Mattsson        | Suècia       |               | 28'16"0       |
| 11   | Hilding Ekman          | Suècia       |               | 28'17"0       |
| 12   | Alfred Nichols         | Regne Unit   |               | 28'20"0       |
| 13   | Werner Magnusson       | Suècia       | ND            | ND            |
| 14   | Ilmari Vesamaa         | Finlàndia    | ND            | ND            |
| 15   | Fred Faller            | Estats Units | ND            | ND            |
| 16   | Max Böhland            | Estats Units | ND            | ND            |
| 17   | Gustave Lauvaux        | França       | ND            | ND            |
| 18   | Eino Rastas            | Finlàndia    | ND            | ND            |
| 19   | Christopher Vose       | Regne Unit   | ND            | ND            |
| 20   | Albert Andersen        | Dinamarca    | ND            | ND            |
| 21   | Joseph Servella        | França       | ND            | ND            |
| 22   | Walter Freeman         | Regne Unit   | ND            | ND            |
| 23   | Hannes Miettinen       | Finlàndia    | ND            | ND            |
| 24   | Lars Hedwall           | Suècia       | ND            | ND            |
| 25   | Julio Domínguez        | Espanya      | ND            | ND            |
| 26   | Larry Cummins          | Regne Unit   | ND            | ND            |
| 27   | Henrik Sørensen        | Dinamarca    | ND            | ND            |
| 28   | Jón Jónsen             | Dinamarca    | ND            | ND            |
| 29   | Tommy Town             | Canadà       | ND            | ND            |
| 30   | Knut Alm               | Suècia       | ND            | ND            |
| 31   | Edmond Brossard        | França       | ND            | ND            |
| 32   | Edmond Bimont          | França       | ND            | ND            |
| 33   | Henri Smets            | Bèlgica      | ND            | ND            |
| 34   | Lewis Watson           | Estats Units | ND            | ND            |
| 35   | Julius Ebert           | Dinamarca    | ND            | ND            |
| 36   | Aimé Proot             | Bèlgica      | ND            | ND            |
| 37   | François Vyncke        | Bèlgica      | ND            | ND            |
| 38   | Alexandros Kranis      | Grècia       | ND            | ND            |
| 39   | Panagiotis Trivoulidas | Grècia       | ND            | ND            |
| 40   | Bob Crawford           | Estats Units | ND            | ND            |
| 41   | Pierre Trullemans      | Bèlgica      | ND            | ND            |
| 42   | Antoine Rivez          | Bèlgica      | ND            | ND            |
| -    | Amisoli Patisoni       | Estats Units | Ab.           | Ab.           |
| -    | Artur Nielsen          | Dinamarca    | Ab.           | Ab.           |
| -    | Joseph Guillemot       | França       | Ab.           | Ab.           |
| -    | Even Vengshoel         | Noruega      | Ab.           | Ab.           |
| -    | Len Richardson         | Sud-àfrica   | Ab.           | Ab.           |